# Шаповал, Пётр Дмитриевич
Пётр Дми́триевич Шапова́л (укр. Петро́ Дми́трович Шапова́л; род. 1 марта 1948, с. Рождественское, Коропский район, Черниговская область, Украинская ССР, СССР) — советский и украинский государственный и политический деятель, дипломат. Заслуженный экономист Украины (1998).

## Биография
Родился 1 марта 1948 года в с. Жовтневое, Коропский район, Черниговская область.
Окончил Нежинский техникум механизации сельского хозяйства и Киевский институт народного хозяйства (1981), Высшую партийную школу при ЦК КП Украины (1987).
С 1967 по 1972 год — работал помощником бригадира тракторной бригады колхоза «Октябрьская революция» Коропского района, служил в армии, работал учителем производственного обучения.
С 1972 по 1977 год — работал в автопредприятии г. Городня Черниговской области.
С 1977 по 1985 год — председатель исполкома Городнянского горсовета, впоследствии — заместитель председателя исполкома Городнянского райсовета.
С 1985 по 1986 год — заместитель заведующего отделом сельского хозяйства и пищевой промышленности Черниговского обкома партии.
С 1986 по 1990 год — первый секретарь Щорсовского райкома Компартии Украины.
С марта 1990 года — заместитель председателя облсовета, 1-й заместитель председателя облисполкома.
С апреля 1991 по август 1991 года — Первый секретарь Черниговского областного комитета Компартии Украины.
С 1991 по 1994 год — первый заместитель начальника управления сельского хозяйства облисполкома, впоследствии — первый заместитель начальника управления сельского хозяйства Черниговской облгосадминистрации, председатель областного комитета «Облагротехсервис».
С 1994 по 1995 год — избран председателем Черниговского облсовета и исполкома.
С 1995 по 1998 год — председатель областного совета и Черниговской областной государственной администрации.
С 1998 по 2001 год — председатель Черниговского облсовета.
С 30 ноября 2000 по 7 июля 2003 года — Чрезвычайный и Полномочный Посол Украины в Кыргызской Республике.
С 18 августа 2003 по 18 августа 2005 года — Чрезвычайный и Полномочный Посол Украины в Республике Беларусь.
С 2006 по 2010 год — депутат Черниговского областного совета. Председатель постоянной комиссии по вопросам межрегионального и трансграничного сотрудничества.
С 2010 года — Председатель Черниговского областного отделения Всеукраинской общественной организации «Сила и честь»

## Звание
Заслуженный экономист Украины, Государственный служащий 1-го ранга (10.1994). Дипломатический ранг — Чрезвычайный и Полномочный Посол (18 января 2005). Воинское звание — полковник.

## Награды и отличия
- Почётный знак отличия Президента Украины (22 августа 1996 года) — за весомые личные заслуги в области государственного строительства и по случаю пятой годовщины независимости Украины[6];
- Орден Преподобного Нестора Летописца II степени (1996);
- Заслуженный экономист Украины (28 февраля 1998 года) — за весомый личный вклад в социально-экономическое развитие области[7];
- Почётная грамота Центральной избирательной комиссии Украины (23 мая 2000 года) — за добросовестный труд и весомый вклад в обеспечение реализации конституционных избирательных прав граждан Украины, развитие демократических основ избирательного процесса[8];
- Почётная Грамота Кабинета Министров Украины (24 февраля 2003 года) — за значительный вклад в реализацию внешней политики и по случаю 55-летия со дня рождения[9];
- Почётная грамота Кыргызской Республики (17 июля 2003 года, Кыргызстан) — за заслуги в укреплении дружбы и сотрудничества между Кыргызстаном и Украиной[10];
- Почётная грамота Верховной Рады Украины (2007);
- Орден «За заслуги» II степени (26 июня 2008 года) — за весомый личный вклад в развитие конституционных принципов украинской государственности, многолетний добросовестный труд, высокий профессионализм и по случаю Дня Конституции Украины[11];
- Почётный доктор Кыргызско-российского славянского университета (2003);
- Почётный гражданин г. Городня (2008);
- Орден Святого Юрия Победителя (2010);
- Медаль «200 лет со Дня рождения Т.Г. Шевченка» (2016);
- Почётный гражданин Коропского района (2018).